# Richard Bona
Richard Bona, född 28 oktober, 1967 i Kamerun, är en basist, sångare m.m.
Bona började spela elbas runt 1980 efter att ha hört jazzmusikern Jaco Pastorius' "Portrait of Tracy". 22 år gammal emigrerade Bona till Tyskland men fortsatte till Frankrike. Två månader senare spelade han med några av Paris ledande musiker. Han började även studera musik i Paris.
År 1995 flyttade Bona till New York under uppbackningar av Mike Stern. Vid den tiden kunde han ingen engelska men fick dock boende och en grundlig introduktion av en amerikansk flöjtist. Efter musicerande och turnerande med bland andra Joe Zawinul fortsatte Bona att spela på klubbar. Senare mötte han Harry Belafonte. Det slutade med att Bona blev Belafontes bandledare i ett och ett halvt år. Efter detta har Richard Bona spelat och sjungit med ett stort antal mycket välkända musiker. För att nämna några: Mike Stern, Pat Metheny Group, Michael och Randy Brecker, Steve Gadd, Chaka Khan, George Benson, Bobby McFerrin.
År 1998 skrev Richard Bona kontrakt med Columbia och 1999 släpptes Scenes from My Life, hans debutalbum under eget namn.
I december 2021 kritiseras Richard Bona hårt på sociala nätverk efter publiceringen av en video där han bjuder in att öppna "en annan krigsfront i Kamerun" och att "bränna" en privat tv-kanal som anses vara nära Paul Biyas makt.

## Diskografi
- 1999 - Scenes from My Life
- 2000 - Kaze Ga Kureta Melody
- 2001 - Reverence
- 2003 - Munia: The Tale
- 2004 - Toto Bona Lokua
- 2005 - Tiki
- 2008 - Bona Makes You Sweat - Live
- 2009 - The Ten Shades of Blues
- 2013 - Bonafied